# 千葉県道127号多古山田線
千葉県道127号多古山田線（ちばけんどう127ごう たこやまだせん）は、千葉県香取郡多古町と香取市を結ぶ一般県道。

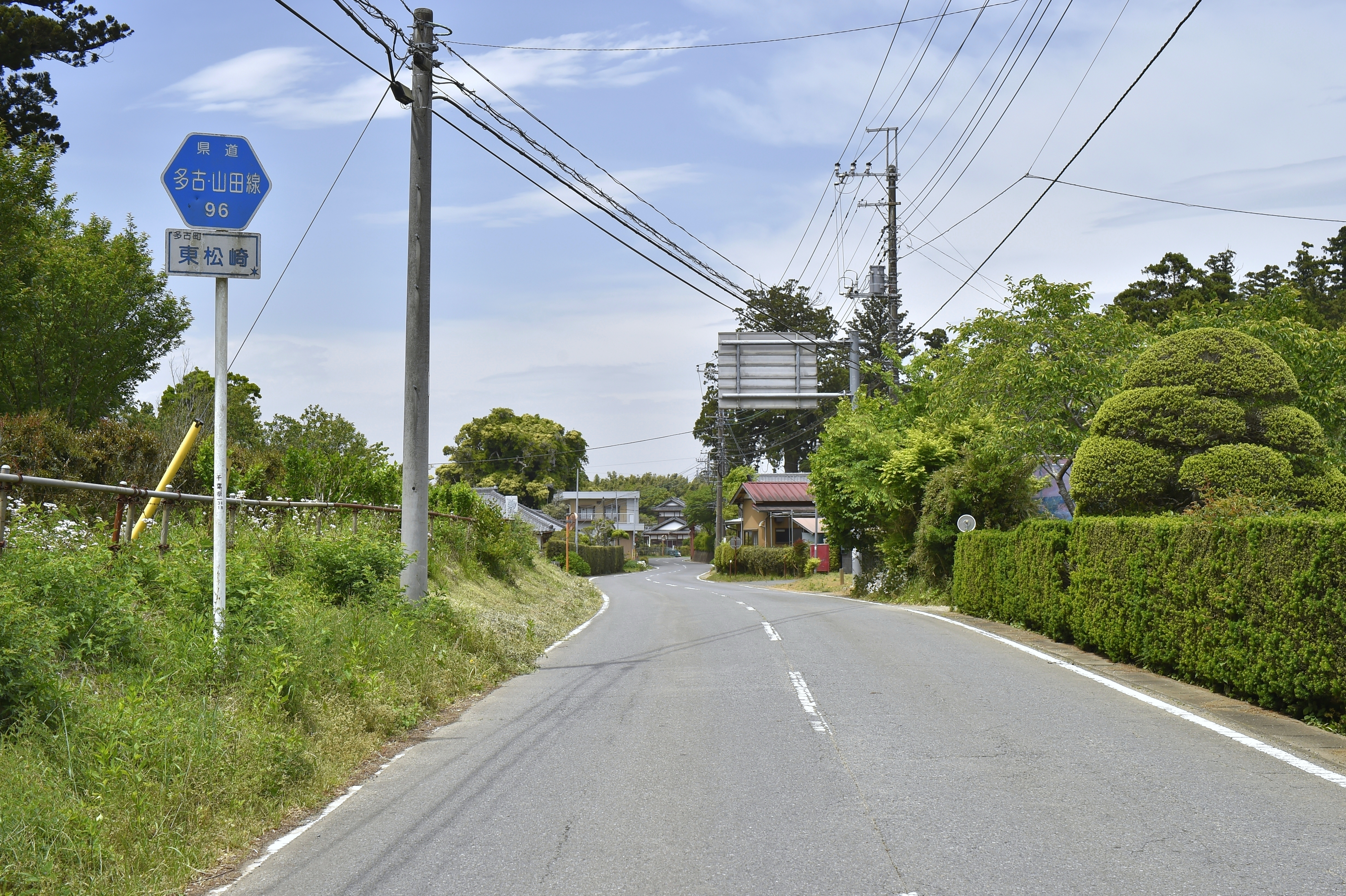
千葉県道127号多古山田線
多古町東松崎（2023年5月）

## 路線データ
- 起点：香取郡多古町南中（千葉県道74号多古笹本線交点）
- 終点：香取市（千葉県道114号八日市場山田線交点）
- 総延長：6.231 km（成田土木事務所管内：6.231 km[1]）
- 重用延長：0.011 km（成田土木事務所管内：0.011 km）
- 未供用延長：なし（成田土木事務所管内：0.0 km）
- 実延長：6.220 km（成田土木事務所管内：6.220 km[1]）

※香取土木事務所管外路線

## 通過する自治体

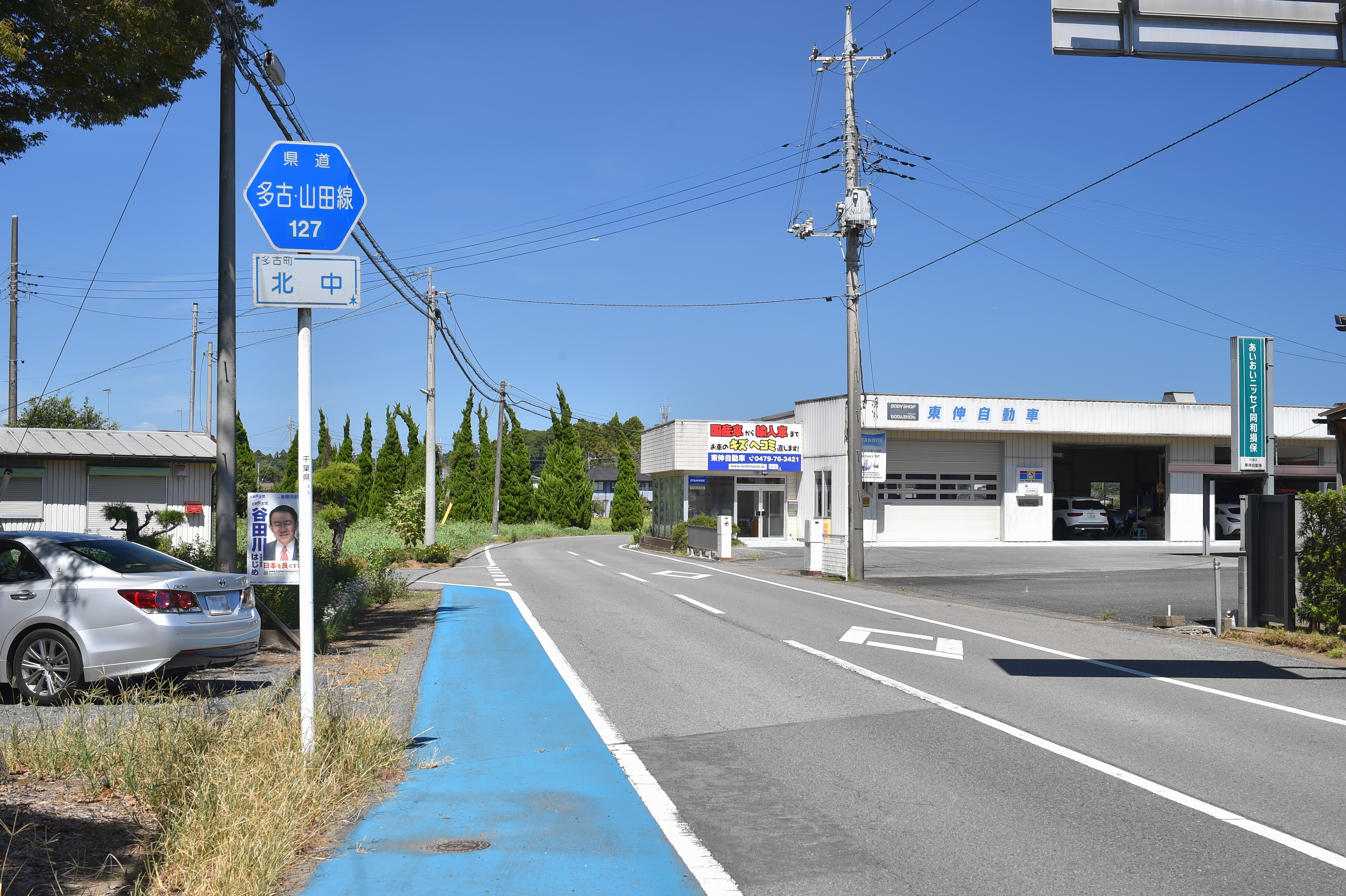
多古町北中（2023年9月）

- 香取郡多古町
- 香取市

## 交差・接続する道路
- 千葉県道74号多古笹本線（起点）
- 千葉県道16号佐原八日市場線（多古町南玉造）
- 千葉県道114号八日市場山田線（多古町東松崎 - 香取市山倉）